# Nosema apis
Nosema apis es un hongo microsporidio, parásito unicelular que afecta a las abejas melíferas (Apis mellifera). Es causante de la enfermedad denominada nosemosis que ataca las abejas adultas.
Las esporas de Nosema tienen gran resistencia a las temperatura extremas y a la deshidratación.
Esta enfermedad es tratada con un antifúngico llamado fumagilina, que produce excelentes resultados.